# Microhyla maculifera
Microhyla maculifera é uma espécie de anfíbio da família Microhylidae.
É endémica de Malásia.
Os seus habitats naturais são: florestas subtropicais ou tropicais húmidas de baixa altitude e marismas intermitentes de água doce.
Está ameaçada por perda de habitat.